# Fátima Veiga
Maria de Fátima da Veiga ( 22 de junho de 1957) é uma política e diplomata cabo-verdiana . Veiga foi ministro das Relações Exteriores de 2002-2004. Foi a primeira mulher ministra dos Negócios Estrangeiros da história de Cabo Verde.
Veiga nasceu na ilha de São Vicente . Posteriormente, frequentou alguns institutos de ensino superior, incluindo a Universidade de Aix-en-Provence no sul da França, a Fundação Alemã em Berlim, Praga e no Brasil. Em 1980, iniciou seu trabalho para o Ministério das Relações Exteriores de Cabo Verde. Entre 2001 e 2002, foi Embaixadora de Cabo Verde em Cuba . Quando era ministra das Relações Exteriores, visitou Paris de 9 a 12 de janeiro de 2002.
Durante alguns anos, a partir de 2007, foi Embaixadora de Cabo Verde nos Estados Unidos. Ela apresentou suas credenciais ao presidente Bush em 16 de agosto de 2007. 

Desde 20 de fevereiro de 2014 é embaixadora de Cabo Verde na França . Sucedeu a José Armando Filomeno Ferreira Duarte, o embaixador que ocupou seu cargo na França por mais tempo.